# 澤爾諾韋 (亞基米夫卡區)
46°34′18″N 34°51′24″E / 46.57167°N 34.85667°E
澤爾諾韋（烏克蘭語：Зернове）是位於烏克蘭東南部的村莊，由扎波羅熱州梅利托波爾區的亞基米夫卡市鎮負責管轄。該村始建於1903年，面積0.18平方公里，海拔高度30米，2001年人口67，人口密度每平方公里370.2人。